# Алгебра Ли
А́лгебра Ли — объект общей алгебры, являющийся векторным пространством с определенной на ней антикоммутативной билинейной операцией (называемой скобкой Ли, или коммутатором), удовлетворяющей тождеству Якоби. В общем случае алгебра Ли является неассоциативной алгеброй. Названа по имени норвежского математика Софуса Ли (1842—1899).
Алгебра Ли естественно появляется при изучении инфинитезимальных свойств групп Ли. В физике группы Ли появляются как группы симметрии физических систем, а их алгебры Ли (касательные векторы, близкие к единице) могут рассматриваться как движения бесконечно малой симметрии. Группы и алгебры Ли находят широкое применение в квантовой физике.

## Определение
Алгеброй Ли (иначе лиевой алгеброй) называется векторное пространство {\displaystyle {\mathfrak {L}}} над полем {\displaystyle K}, снабжённое билинейным отображением
{\displaystyle {\mathfrak {L}}^{2}\to {\mathfrak {L}},\ \ (x,y)\mapsto [x,y],}
удовлетворяющим следующим двум аксиомам:
- {\displaystyle [x,x]=0};
- {\displaystyle [x,[y,z]]+[y,[z,x]]+[z,[x,y]]=0} (тождество Якоби).

Другими словами, в алгебре Ли задана антикоммутативная операция, удовлетворяющая тождеству Якоби. Эта операция называется коммутатором, или скобкой Ли.

### Замечания
- Из тождества {\displaystyle [x,x]=0} следует антикоммутативность оператора, {\displaystyle [x,y]=-[y,x]}. Действительно, из билинейности оператора следует тождество {\displaystyle [x,y]+[y,x]=[x+y,x+y]-[x,x]-[y,y]}.
- Если характеристика поля {\displaystyle \mathrm {char} (K)\neq 2}, то верно и обратное: из антикоммутативности {\displaystyle [x,y]+[y,x]=0} следует тождество {\displaystyle [x,x]=0}.
- Понятия подалгебры, идеала, факторалгебры и гомоморфизма определяются обычным образом.
- Иногда в определении алгебры Ли векторное пространство заменяют на модуль (над коммутативным кольцом с единицей).

## Примеры

### 3-мерное векторное пространство
Обычное трёхмерное векторное пространство является алгеброй Ли относительно операции векторного произведения.

### Линейные алгебры Ли
Также используется термин матричные алгебры Ли.
Если {\displaystyle V} — конечномерное векторное пространство над {\displaystyle K} ({\displaystyle \mathrm {dim} \;V=n}), то множество его линейных преобразований {\displaystyle \mathrm {End} \;V} — также векторное пространство над {\displaystyle K}. Оно имеет размерность {\displaystyle \mathrm {dim} (\mathrm {End} \;V)=n^{2}} и может быть представлено как пространство матриц {\displaystyle n\times n}. В этом векторном пространстве задана естественная операция умножения (композиция преобразований). Определим операцию скобки Ли формулой {\displaystyle [x,y]=xy-yx}. Пространство {\displaystyle \mathrm {End} \;V} с так введённой скобкой Ли удовлетворяет всем аксиомам алгебры Ли.
Чтобы отличать получившуюся алгебру Ли от изначальной ассоциативной алгебры линейных преобразований, её обозначают {\displaystyle {\mathfrak {gl}}\;(V)}. Эта алгебра Ли называется полной линейной алгеброй Ли. В случае бесконечномерного пространства V также используется обозначение {\displaystyle {\mathfrak {gl}}\;(V)}. Любая подалгебра в {\displaystyle {\mathfrak {gl}}\;(V)} называется линейной алгеброй Ли

### Ассоциативные алгебры и алгебры Ли
Пусть {\displaystyle {\mathfrak {A}}} — произвольная ассоциативная алгебра над {\displaystyle K} с умножением: {\displaystyle (x,y)} → {\displaystyle xy}. Она обладает естественной структурой алгебры Ли над {\displaystyle K}, если определить скобку Ли через ассоциативное умножение по формуле: {\displaystyle [x,y]=xy-yx}, это выражение называется коммутатором.
Обратная операция, по алгебре Ли строится некоторая ассоциативная алгебра, называемая универсальной обёртывающей алгеброй. Исходная алгебра Ли вкладывается в построенную ассоциативную алгебру.

### Алгебра Ли векторных полей
Если M — гладкое многообразие, пространство всех заданных на нём дифференцируемых векторных полей образует бесконечномерную алгебру Ли. Операция, превращающая векторные поля в алгебру Ли,
может быть описана несколькими эквивалентными способами.
- Используя производную Ли от поля Y по направлению поля X:

{\displaystyle [X,Y]\equiv L_{X}Y}.
- Если на многообразии задана локальная система координат {\displaystyle (t_{1},...,t_{n})}, то в координатном представлении коммутатор векторных полей равен

{\displaystyle [X,Y]^{i}=X^{j}\partial _{j}Y^{i}-Y^{j}\partial _{j}X^{i},}
где, как обычно, подразумевается суммирование по повторяющемуся индексу j и
{\displaystyle \partial _{j}Y^{i}(t_{1},...,t_{n})={\frac {\partial }{\partial t_{j}}}Y^{i}(t_{1},...,t_{n})},
{\displaystyle \partial _{j}X^{i}(t_{1},...,t_{n})={\frac {\partial }{\partial t_{j}}}X^{i}(t_{1},...,t_{n})} —
частные производные от функций {\displaystyle Y^{i}(t_{1},...,t_{n}),X^{i}(t_{1},...,t_{n})} вдоль направлений tj.
- Выбрав произвольную риманову метрику на многообразии, можно показать, что

{\displaystyle [X,Y]=\nabla _{X}Y-\nabla _{Y}X},
где {\displaystyle X,Y} — векторные поля, а {\displaystyle \nabla _{X}} — ковариантная производная по направлению векторного поля X. Эквивалентность с определениями, данными выше, показывает, что результат на самом деле не зависит от выбора метрики.
- Векторные поля взаимно однозначно соответствуют дифференцированиям алгебры функций на многообразии, коммутатор дифференцирований снова является дифференцированием (см. следующий пункт) и, значит, задаёт векторное поле.

Тождество Якоби для алгебры векторных полей можно переписать как правило Лейбница для производной Ли:
{\displaystyle [X,[Y,Z]]=[[X,Y],Z]+[Y,[X,Z]]\Longleftrightarrow L_{X}[Y,Z]=[L_{X}Y,Z]+[Y,L_{X}Z]}.
Замечание: группу диффеоморфизмов многообразия следует неформально считать «группой Ли» для алгебры Ли векторных полей на многообразии. Хотя в бесконечномерном случае, соответствие между группами и алгебрами Ли не носит формального характера, тем не менее, многие свойства могут быть легко обобщены, (хотя некоторые перестают быть верными).

### Множество всех дифференцирований K-алгебр и алгебр Ли
Дифференцированием в алгебре {\displaystyle {\mathfrak {A}}} называется линейное отображение {\displaystyle \delta :{\mathfrak {A}}\to {\mathfrak {A}}}, удовлетворяющее правилу Лейбница дифференцирования произведения {\displaystyle \delta (ab)=a\delta (b)+\delta (a)b}. Совокупность всех дифференцирований {\displaystyle \operatorname {Der} \;{\mathfrak {A}}} является векторным подпространством в {\displaystyle \operatorname {End} \;{\mathfrak {A}}}. Коммутатор двух дифференцирований снова является дифференцированием, поэтому {\displaystyle \operatorname {Der} \;{\mathfrak {A}}} — подалгебра в {\displaystyle {\mathfrak {gl(A)}}}.
Наряду с дифференцированиями произвольных алгебр можно рассматривать частный случай дифференцирования алгебры Ли {\displaystyle L}. В алгебрах Ли некоторые дифференцирования возникают естественным способом. Присоединёнными эндоморфизмами называются дифференцирования лиевой алгебры {\displaystyle L} вида {\displaystyle \operatorname {ad} \;x\colon y\to [x,y];x,y\in L}. Такие дифференцирования называются внутренними , остальные — внешними. Отображение {\displaystyle L\to \operatorname {Der} \;L;\;x\mapsto \operatorname {ad} \;x} называется присоединённым представлением алгебры Ли.
Внутренние дифференцирования образуют в {\displaystyle \operatorname {Der} (L)} подалгебру {\displaystyle \operatorname {ad} \;L}, изоморфную факторалгебре {\displaystyle L/Z(L)} алгебры {\displaystyle L} по её центру {\displaystyle Z(L):=\{x\in L\mid [x,y]=0;\forall y\in L\}}.